# UEFA Europa League 2024-2025 (fase campionato)
La fase campionato della UEFA Europa League 2024-2025 si è disputata tra il 25 settembre 2024 e il 30 gennaio 2025. Hanno partecipato a questa fase della competizione 36 club: 24 di essi si sono qualificati alla successiva fase a eliminazione diretta, tra cui le prime otto squadre classificate direttamente agli ottavi di finale, mentre le classificate dal 9º al 24º posto agli spareggi per decretare le restanti otto. Essa condurrà alla finale di Bilbao del 21 maggio 2025.

## Date
| Fase            | Sorteggio                               | Turno            | Data                  |
| --------------- | --------------------------------------- | ---------------- | --------------------- |
| Fase campionato | 30 agosto 2024, ore 13:00 CEST (Monaco) | Prima giornata   | 25-26 settembre 2024  |
| Fase campionato | 30 agosto 2024, ore 13:00 CEST (Monaco) | Seconda giornata | 3 ottobre 2024        |
| Fase campionato | 30 agosto 2024, ore 13:00 CEST (Monaco) | Terza giornata   | 23-24 ottobre 2024    |
| Fase campionato | 30 agosto 2024, ore 13:00 CEST (Monaco) | Quarta giornata  | 6-7 novembre 2024     |
| Fase campionato | 30 agosto 2024, ore 13:00 CEST (Monaco) | Quinta giornata  | 28 novembre 2024      |
| Fase campionato | 30 agosto 2024, ore 13:00 CEST (Monaco) | Sesta giornata   | 11-12 dicembre 2024   |
| Fase campionato | 30 agosto 2024, ore 13:00 CEST (Monaco) | Settima giornata | 21-22-23 gennaio 2025 |
| Fase campionato | 30 agosto 2024, ore 13:00 CEST (Monaco) | Ottava giornata  | 30 gennaio 2025       |

## Formato
Nella fase campionato le 36 squadre partecipanti vengono divise in quattro fasce di merito in base al coefficiente UEFA 2024. Ogni squadra affronta otto avversarie differenti, quattro in casa e quattro in trasferta, due per ogni fascia di merito. In base ai risultati ottenuti viene stilata un'unica classifica che raggruppa tutte le 36 squadre. Al termine della fase campionato, le prime otto classificate accedono direttamente agli ottavi di finale della fase a eliminazione diretta. Le 16 squadre dal nono al ventiquattresimo posto accedono agli spareggi per determinare le restanti otto che accedono agli ottavi di finale. Le rimanenti squadre classificate dal venticinquesimo al trentaseiesimo posto sono eliminate dalla competizione.
Nel caso che due o più squadre finiscano a pari punti in classifica, vengono adottati i seguenti criteri in ordine di importanza per stabilire le posizioni finali:
1. Migliore differenza reti;
2. Maggiore numero di reti segnate;
3. Maggiore numero di reti segnate in trasferta;
4. Maggiore numero di vittorie;
5. Maggiore numero di vittorie in trasferta;
6. Maggiore numero di punti realizzati complessivamente dalle avversarie affrontate;
7. Migliore differenza reti complessiva delle avversarie affrontate;
8. Maggiore numero di reti segnate complessivamente dalle avversarie affrontate;
9. Minore penalità derivante dai cartellini gialli e rossi ricevuti: 3 punti per ogni cartellino rosso, 1 punto per ogni cartellino giallo e 3 punti per l'espulsione dovuta a due cartellini gialli;
10. Migliore coefficiente UEFA 2024.

## Squadre
| Legenda |
| --- |
| Classificati dalla prima all'ottava posizione (teste di serie agli ottavi di finale della fase a eliminazione diretta)                  |
| Classificati dalla nona alla sedicesima posizione (teste di serie agli spareggi della fase a eliminazione diretta)                      |
| Classificati dalla diciassettesima alla ventiquattresima posizione (non teste di serie agli spareggi della fase a eliminazione diretta) |
| Classificati dalla venticinquesima alla trentaseiesima posizione (eliminati)                                                            |

| Squadre               | Coeff   |
| Urna 1                | Urna 1  |
| --------------------- | ------- |
| Roma                  | 101.000 |
| Manchester Utd        | 92.000  |
| Porto                 | 77.000  |
| Ajax                  | 67.000  |
| Rangers               | 63.000  |
| Eintracht Francoforte | 60.000  |
| Lazio                 | 54.000  |
| Tottenham             | 54.000  |
| Slavia Praga          | 53.000  |

| Squadre          | Coeff  |
| Urna 2           | Urna 2 |
| ---------------- | ------ |
| Real Sociedad    | 51.000 |
| AZ Alkmaar       | 50.000 |
| Braga            | 49.000 |
| Olympiacos       | 48.000 |
| Olympique Lione  | 44.000 |
| PAOK             | 37.000 |
| Fenerbahçe       | 36.000 |
| Maccabi Tel Aviv | 35.500 |
| Ferencváros      | 35.000 |

| Squadre              | Coeff  |
| Urna 3               | Urna 3 |
| -------------------- | ------ |
| Qarabağ              | 33.000 |
| Galatasaray          | 31.500 |
| Viktoria Plzeň       | 28.000 |
| Bodø/Glimt           | 28.000 |
| Union Saint-Gilloise | 27.000 |
| Dinamo Kiev          | 26.500 |
| Ludogorec            | 26.000 |
| Midtjylland          | 25.500 |
| Malmö FF             | 18.500 |

| Squadre         | Coeff  |
| Urna 4          | Urna 4 |
| --------------- | ------ |
| Athletic Bilbao | 17.897 |
| Hoffenheim      | 17.324 |
| Nizza           | 17.000 |
| Anderlecht      | 14.500 |
| Twente          | 12.260 |
| Beşiktaş        | 12.000 |
| FCSB            | 10.500 |
| RFS Riga        | 8.000  |
| Elfsborg        | 4.300  |

## Sorteggio
| Squadra               | Urna 1                | Urna 1                | Urna 2           | Urna 2           | Urna 3               | Urna 3               | Urna 4          | Urna 4          |
| Squadra               | Casa                  | Trasferta             | Casa             | Trasferta        | Casa                 | Trasferta            | Casa            | Trasferta       |
| --------------------- | --------------------- | --------------------- | ---------------- | ---------------- | -------------------- | -------------------- | --------------- | --------------- |
| Roma                  | Eintracht Francoforte | Tottenham             | Braga            | AZ Alkmaar       | Dinamo Kiev          | Union Saint-Gilloise | Athletic Bilbao | Elfsborg        |
| Manchester Utd        | Rangers               | Porto                 | PAOK             | Fenerbahçe       | Bodø/Glimt           | Viktoria Plzeň       | Twente          | FCSB            |
| Porto                 | Manchester Utd        | Lazio                 | Olympiacos       | Maccabi Tel Aviv | Midtjylland          | Bodø/Glimt           | Hoffenheim      | Anderlecht      |
| Ajax                  | Lazio                 | Slavia Praga          | Maccabi Tel Aviv | Real Sociedad    | Galatasaray          | Qarabağ              | Beşiktaş        | RFS Riga        |
| Rangers               | Tottenham             | Manchester Utd        | Olympique Lione  | Olympiacos       | Union Saint-Gilloise | Malmö FF             | FCSB            | Nizza           |
| Eintracht Francoforte | Slavia Praga          | Roma                  | Ferencváros      | Olympique Lione  | Viktoria Plzeň       | Midtjylland          | RFS Riga        | Beşiktaş        |
| Lazio                 | Porto                 | Ajax                  | Real Sociedad    | Braga            | Ludogorec            | Dinamo Kiev          | Nizza           | Twente          |
| Tottenham             | Roma                  | Rangers               | AZ Alkmaar       | Ferencváros      | Qarabağ              | Galatasaray          | Elfsborg        | Hoffenheim      |
| Slavia Praga          | Ajax                  | Eintracht Francoforte | Fenerbahçe       | PAOK             | Malmö FF             | Ludogorec            | Anderlecht      | Athletic Bilbao |
|                       |                       |                       |                  |                  |                      |                      |                 |                 |
| Real Sociedad         | Ajax                  | Lazio                 | PAOK             | Maccabi Tel Aviv | Dinamo Kiev          | Viktoria Plzeň       | Anderlecht      | Nizza           |
| AZ Alkmaar            | Roma                  | Tottenham             | Fenerbahçe       | Ferencváros      | Galatasaray          | Ludogorec            | Elfsborg        | Athletic Bilbao |
| Braga                 | Lazio                 | Roma                  | Maccabi Tel Aviv | Olympiacos       | Bodø/Glimt           | Union Saint-Gilloise | Hoffenheim      | Elfsborg        |
| Olympiacos            | Rangers               | Porto                 | Braga            | Olympique Lione  | Qarabağ              | Malmö FF             | Twente          | FCSB            |
| Olympique Lione       | Eintracht Francoforte | Rangers               | Olympiacos       | Fenerbahçe       | Ludogorec            | Qarabağ              | Beşiktaş        | Hoffenheim      |
| PAOK                  | Slavia Praga          | Manchester Utd        | Ferencváros      | Real Sociedad    | Viktoria Plzeň       | Galatasaray          | FCSB            | RFS Riga        |
| Fenerbahçe            | Manchester Utd        | Slavia Praga          | Olympique Lione  | AZ Alkmaar       | Union Saint-Gilloise | Midtjylland          | Athletic Bilbao | Twente          |
| Maccabi Tel Aviv      | Porto                 | Ajax                  | Real Sociedad    | Braga            | Midtjylland          | Bodø/Glimt           | RFS Riga        | Beşiktaş        |
| Ferencváros           | Tottenham             | Eintracht Francoforte | AZ Alkmaar       | PAOK             | Malmö FF             | Dinamo Kiev          | Nizza           | Anderlecht      |
|                       |                       |                       |                  |                  |                      |                      |                 |                 |
| Qarabağ               | Ajax                  | Tottenham             | Olympique Lione  | Olympiacos       | Malmö FF             | Bodø/Glimt           | FCSB            | Elfsborg        |
| Galatasaray           | Tottenham             | Ajax                  | PAOK             | AZ Alkmaar       | Dinamo Kiev          | Malmö FF             | Elfsborg        | RFS Riga        |
| Viktoria Plzeň        | Manchester Utd        | Eintracht Francoforte | Real Sociedad    | PAOK             | Ludogorec            | Dinamo Kiev          | Anderlecht      | Athletic Bilbao |
| Bodø/Glimt            | Porto                 | Manchester Utd        | Maccabi Tel Aviv | Braga            | Qarabağ              | Union Saint-Gilloise | Beşiktaş        | Nizza           |
| Union Saint-Gilloise  | Roma                  | Rangers               | Braga            | Fenerbahçe       | Bodø/Glimt           | Midtjylland          | Nizza           | Twente          |
| Dinamo Kiev           | Lazio                 | Roma                  | Ferencváros      | Real Sociedad    | Viktoria Plzeň       | Galatasaray          | RFS Riga        | Hoffenheim      |
| Ludogorec             | Slavia Praga          | Lazio                 | AZ Alkmaar       | Olympique Lione  | Midtjylland          | Viktoria Plzeň       | Athletic Bilbao | Anderlecht      |
| Midtjylland           | Eintracht Francoforte | Porto                 | Fenerbahçe       | Maccabi Tel Aviv | Union Saint-Gilloise | Ludogorec            | Hoffenheim      | FCSB            |
| Malmö FF              | Rangers               | Slavia Praga          | Olympiacos       | Ferencváros      | Galatasaray          | Qarabağ              | Twente          | Beşiktaş        |
|                       |                       |                       |                  |                  |                      |                      |                 |                 |
| Athletic Bilbao       | Slavia Praga          | Roma                  | AZ Alkmaar       | Fenerbahçe       | Viktoria Plzeň       | Ludogorec            | Elfsborg        | Beşiktaş        |
| Hoffenheim            | Tottenham             | Porto                 | Olympique Lione  | Braga            | Dinamo Kiev          | Midtjylland          | FCSB            | Anderlecht      |
| Nizza                 | Rangers               | Lazio                 | Real Sociedad    | Ferencváros      | Bodø/Glimt           | Union Saint-Gilloise | Twente          | Elfsborg        |
| Anderlecht            | Porto                 | Slavia Praga          | Ferencváros      | Real Sociedad    | Ludogorec            | Viktoria Plzeň       | Hoffenheim      | RFS Riga        |
| Twente                | Lazio                 | Manchester Utd        | Fenerbahçe       | Olympiacos       | Union Saint-Gilloise | Malmö FF             | Beşiktaş        | Nizza           |
| Beşiktaş              | Eintracht Francoforte | Ajax                  | Maccabi Tel Aviv | Olympique Lione  | Malmö FF             | Bodø/Glimt           | Athletic Bilbao | Twente          |
| FCSB                  | Manchester Utd        | Rangers               | Olympiacos       | PAOK             | Midtjylland          | Qarabağ              | RFS Riga        | Hoffenheim      |
| RFS Riga              | Ajax                  | Eintracht Francoforte | PAOK             | Maccabi Tel Aviv | Galatasaray          | Dinamo Kiev          | Anderlecht      | FCSB            |
| Elfsborg              | Roma                  | Tottenham             | Braga            | AZ Alkmaar       | Qarabağ              | Galatasaray          | Nizza           | Athletic Bilbao |

## Classifica finale
| Pos. | Squadra               | Pt | G | V | N | P | GF | GS | DG  |
| ---- | --------------------- | -- | - | - | - | - | -- | -- | --- |
| 1.   | Lazio                 | 19 | 8 | 6 | 1 | 1 | 17 | 5  | +12 |
| 2.   | Athletic Bilbao       | 19 | 8 | 6 | 1 | 1 | 15 | 7  | +8  |
| 3.   | Manchester Utd        | 18 | 8 | 5 | 3 | 0 | 16 | 9  | +7  |
| 4.   | Tottenham             | 17 | 8 | 5 | 2 | 1 | 17 | 9  | +8  |
| 5.   | Eintracht Francoforte | 16 | 8 | 5 | 1 | 2 | 14 | 10 | +4  |
| 6.   | Olympique Lione       | 15 | 8 | 4 | 3 | 1 | 16 | 8  | +8  |
| 7.   | Olympiacos            | 15 | 8 | 4 | 3 | 1 | 9  | 3  | +6  |
| 8.   | Rangers               | 14 | 8 | 4 | 2 | 2 | 16 | 10 | +6  |
| 9.   | Bodø/Glimt            | 14 | 8 | 4 | 2 | 2 | 14 | 11 | +3  |
| 10.  | Anderlecht            | 14 | 8 | 4 | 2 | 2 | 14 | 12 | +2  |
| 11.  | FCSB                  | 14 | 8 | 4 | 2 | 2 | 10 | 9  | +1  |
| 12.  | Ajax                  | 13 | 8 | 4 | 1 | 3 | 16 | 8  | +8  |
| 13.  | Real Sociedad         | 13 | 8 | 4 | 1 | 3 | 13 | 9  | +4  |
| 14.  | Galatasaray           | 13 | 8 | 3 | 4 | 1 | 19 | 16 | +3  |
| 15.  | Roma                  | 12 | 8 | 3 | 3 | 2 | 10 | 6  | +4  |
| 16.  | Viktoria Plzeň        | 12 | 8 | 3 | 3 | 2 | 13 | 12 | +1  |
| 17.  | Ferencváros           | 12 | 8 | 4 | 0 | 4 | 15 | 15 | 0   |
| 18.  | Porto                 | 11 | 8 | 3 | 2 | 3 | 13 | 11 | +2  |
| 19.  | AZ Alkmaar            | 11 | 8 | 3 | 2 | 3 | 13 | 13 | 0   |
| 20.  | Midtjylland           | 11 | 8 | 3 | 2 | 3 | 9  | 9  | 0   |
| 21.  | Union Saint-Gilloise  | 11 | 8 | 3 | 2 | 3 | 8  | 8  | 0   |
| 22.  | PAOK                  | 10 | 8 | 3 | 1 | 4 | 12 | 10 | +2  |
| 23.  | Twente                | 10 | 8 | 2 | 4 | 2 | 8  | 9  | -1  |
| 24.  | Fenerbahçe            | 10 | 8 | 2 | 4 | 2 | 9  | 11 | -2  |
| 25.  | Braga                 | 10 | 8 | 3 | 1 | 4 | 9  | 12 | -3  |
| 26.  | Elfsborg              | 10 | 8 | 3 | 1 | 4 | 9  | 14 | -5  |
| 27.  | Hoffenheim            | 9  | 8 | 2 | 3 | 3 | 11 | 14 | -3  |
| 28.  | Beşiktaş              | 9  | 8 | 3 | 0 | 5 | 10 | 15 | -5  |
| 29.  | Maccabi Tel Aviv      | 6  | 8 | 2 | 0 | 6 | 8  | 17 | -9  |
| 30.  | Slavia Praga          | 5  | 8 | 1 | 2 | 5 | 7  | 11 | -4  |
| 31.  | Malmö FF              | 5  | 8 | 1 | 2 | 5 | 10 | 17 | -7  |
| 32.  | RFS Riga              | 5  | 8 | 1 | 2 | 5 | 6  | 13 | -7  |
| 33.  | Ludogorec             | 4  | 8 | 0 | 4 | 4 | 4  | 11 | -7  |
| 34.  | Dinamo Kiev           | 4  | 8 | 1 | 1 | 6 | 5  | 18 | -13 |
| 35.  | Nizza                 | 3  | 8 | 0 | 3 | 5 | 7  | 16 | -9  |
| 36.  | Qarabağ               | 3  | 8 | 1 | 0 | 7 | 6  | 20 | -14 |

Legenda:
      Qualificate agli ottavi di finale come teste di serie.
      Qualificate agli spareggi come teste di serie.
      Qualificate agli spareggi come non teste di serie.

## Risultati

### Prima giornata
| Arbitro: | Juxhin Xhaja |

|                                        |           |                      |
| Van Bommel 44’, 50’ Parrott 74’ (rig.) | Marcatori | 23’ Ouma 53’ Hedlund |

| Arbitro: | Orel Grinfeld |

|                         |           |                     |
| Høgh 15’ Hauge 40’, 62’ | Marcatori | 8’ Aghehowa 90’ Gül |

| Arbitro: | Anastasios Sidīropoulos |

|  |           |                              |
|  | Marcatori | 5’, 35’ Dia 34’ Dele-Bashiru |

| Arbitro: | Nenad Minaković |

|            |           |               |
| Osorio 42’ | Marcatori | 90’ Moerstedt |

| Arbitro: | Alejandro Hernández Hernández |

|                                          |           |                   |
| Rahman 48’ (aut.) Akgün 75’ Icardi 90+5’ | Marcatori | 67’ Kōnstantelias |

| Arbitro: | Simone Sozza |

|             |           |             |
| Eriksen 35’ | Marcatori | 68’ Lammers |

| Arbitro: | Morten Krogh |

|             |           |                 |
| Rosario 45’ | Marcatori | 18’ Barrenetxea |

| Arbitro: | Jérôme Brisard |

|  |           |                        |
|  | Marcatori | 37’ Jurasék 65’ Chytil |

| Arbitro: | Julian Weinberger |

|                                    |           |            |
| Verschaeren 61’ Dolberg 66’ (rig.) | Marcatori | 86’ Traoré |

| Arbitro: | Benoît Bastien |

|                                |           |             |
| Söyüncü 26’ Burgess 82’ (aut.) | Marcatori | 90+3’ Sykes |

| Arbitro: | Luís Godinho |

|  |           |                           |
|  | Marcatori | 1’ Bajrami 76’ McCausland |

| Arbitro: | John Brooks |

|                                        |           |  |
| Fitz-Jim 31’ Godts 51’, 73’ Taylor 55’ | Marcatori |  |

| Arbitro: | Georgi Kabakov |

|            |           |             |
| Dovbyk 32’ | Marcatori | 85’ Paredes |

| Arbitro: | Mykola Balakin |

|                                            |           |                                |
| Ekitike 38’ Dina Ebimbe 62’ Kristensen 67’ | Marcatori | 41’ Šulc 86’ Adu 90+3’ Jemelka |

| Arbitro: | Ricardo de Burgos Bengoetxea |

|                                           |           |              |
| Bîrligea 8’ Ștefănescu 32’ Olaru 58’, 69’ | Marcatori | 23’ Lipušček |

| Arbitro: | Lawrence Visser |

|                         |           |  |
| Cherki 65’ Benrahma 71’ | Marcatori |  |

| Arbitro: | Matej Jug |

|                         |           |                   |
| Bruma 88’, 90+5’ (rig.) | Marcatori | 30’ (rig.) Davida |

| Arbitro: | Willy Delajod |

|                                  |           |  |
| Johnson 12’ Sarr 52’ Solanke 68’ | Marcatori |  |

### Seconda giornata
| Arbitro: | Filip Glova |

|                             |           |                       |
| Ikaunieks 40’ Odisharia 55’ | Marcatori | 12’ Mertens 38’ Akgün |

| Arbitro: | Igor Pajač |

|           |           |                      |
| Varga 90’ | Marcatori | 23’ Sarr 86’ Johnson |

| Arbitro: | Giorgi Kruashvili |

|  |           |                             |
|  | Marcatori | 39’ Franculino 89’ Chilufya |

| Arbitro: | Damian Sylwestrzak |

|                             |           |  |
| El Kaabi 45’, 59’ Hezze 53’ | Marcatori |  |

| Arbitro: | Anastasios Papapetrou |

|             |           |                  |
| Juninho 15’ | Marcatori | 19’, 47’ Botheim |

| Arbitro: | Marian Barbu |

|          |           |                       |
| Marín 5’ | Marcatori | 28’ Vázquez 39’ Leoni |

| Arbitro: | Horațiu Feșnic |

|                                                    |           |          |
| Pedro 20’ Castellanos 35’, 53’ Zaccagni 67’ (rig.) | Marcatori | 41’ Boga |

| Arbitro: | Andris Treimanis |

|           |           |                           |
| Chorý 67’ | Marcatori | 18’ (rig.) Van den Boomen |

| Arbitro: | Aleksandar Stavrev |

|                 |           |  |
| Hložek 22’, 60’ | Marcatori |  |

| Arbitro: | Balázs Berke |

|                            |           |  |
| I. Williams 72’ Sancet 85’ | Marcatori |  |

| Arbitro: | John Beaton |

|               |           |                                                |
| Masuaku 90+3’ | Marcatori | 19’ (rig.) Marmoush 22’ Dina Ebimbe 82’ Knauff |

| Arbitro: | Tobias Stieler |

|                            |           |                                       |
| Pepê 27’ Aghehowa 34’, 50’ | Marcatori | 7’ Rashford 20’ Højlund 90+1’ Maguire |

| Arbitro: | Chris Kavanagh |

|          |           |           |
| Vlap 29’ | Marcatori | 71’ Tadić |

| Plzeň 3 ottobre 2024, ore 21:00 CEST | Viktoria Plzeň | 0 – 0 referto | Ludogorec | Stadion města Plzně (10 317 spett.)\| Arbitro: \| Tamás Bognár \| |
| Arbitro:                             | Tamás Bognár   |               |           |                                                                   |

| Arbitro: | Kristo Tohver |

|                   |           |  |
| Baidoo 44’ (rig.) | Marcatori |  |

| Arbitro: | Sascha Stegemann |

|  |           |                |
|  | Marcatori | 45+8’ Bîrligea |

| Bruxelles 3 ottobre 2024, ore 21:00 CEST | Union Saint-Gilloise | 0 – 0 referto | Bodø/Glimt | Stadio Re Baldovino (5 576 spett.)\| Arbitro: \| Ondřej Berka \| |
| Arbitro:                                 | Ondřej Berka         |               |            |                                                                  |

| Arbitro: | Sven Jablonski |

|              |           |                                      |
| Lawrence 14’ | Marcatori | 10’, 55’ Fofana 19’, 45+1’ Lacazette |

### Terza giornata
| Arbitro: | Matej Jug |

|                                                       |           |                                          |
| Icardi 28’ Pettersson 39’ (aut.) Yılmaz 44’ Akgün 83’ | Marcatori | 52’ Hult 65’ (rig.) Baidoo 90+2’ Larsson |

| Arbitro: | Nenad Minaković |

|             |           |                         |
| Niakaté 64’ | Marcatori | 53’ Evjen 90+4’ Nielsen |

| Arbitro: | Serdar Gözübüyük |

|                   |           |  |
| Dovbyk 23’ (rig.) | Marcatori |  |

| Arbitro: | Allard Lindhout |

|             |           |  |
| Larsson 79’ | Marcatori |  |

| Arbitro: | Sebastian Gishamer |

|          |           |  |
| Diao 18’ | Marcatori |  |

| Arbitro: | Anastasios Sidīropoulos |

|                    |           |  |
| Bombito 15’ (aut.) | Marcatori |  |

| Arbitro: | Rohit Saggi |

|              |           |                       |
| Turgeman 81’ | Marcatori | 19’ Pacheco 64’ Gómez |

| Arbitro: | Urs Schnyder |

|                           |           |                     |
| Tissoudali 84’ Baba 90+3’ | Marcatori | 31’ Havel 39’ Vydra |

| Arbitro: | Nick Walsh |

|  |           |                                          |
|  | Marcatori | 36’ Taylor 74’ (rig.) Weghorst 77’ Akpom |

| Arbitro: | Morten Krogh |

|                 |           |  |
| N. Williams 33’ | Marcatori |  |

| Arbitro: | Damian Sylwestrzak |

|                          |           |  |
| Djaló 45+2’ Aghehowa 75’ | Marcatori |  |

| Arbitro: | Nikola Dabanović |

|  |           |                       |
|  | Marcatori | 35’ Pedro 87’ Isaksen |

| Arbitro: | Clément Turpin |

|               |           |             |
| En-Nesyri 49’ | Marcatori | 15’ Eriksen |

| Arbitro: | Simone Sozza |

|  |           |              |
|  | Marcatori | 30’ El Kaabi |

| Arbitro: | Harm Osmers |

|  |           |               |
|  | Marcatori | 71’ Fernandes |

| Arbitro: | Marco Di Bello |

|                                         |           |  |
| Lawrence 10’ Černý 31’, 55’ Igamane 71’ | Marcatori |  |

| Arbitro: | Filip Glova |

|                         |           |  |
| Edozie 67’ Dreyer 90+5’ | Marcatori |  |

| Arbitro: | Manfredas Lukjančukas |

|                        |           |  |
| Richarlison 53’ (rig.) | Marcatori |  |

### Quarta giornata
| Arbitro: | Sven Jablonski |

|                       |           |             |
| Muçi 76’ Kılıçsoy 85’ | Marcatori | 90+3’ Rieks |

| Arbitro: | Chris Kavanagh |

|              |           |  |
| Marmoush 53’ | Marcatori |  |

| Arbitro: | Luís Godinho |

|          |           |                         |
| Berg 41’ | Marcatori | 22’ Bayramov 69’ Zoubir |

| Arbitro: | Duje Strukan |

|                         |           |  |
| Tănase 16’ Bîrligea 46’ | Marcatori |  |

| Arbitro: | Lawrence Visser |

|                           |           |                           |
| Akgün 6’ Osimhen 31’, 39’ | Marcatori | 18’ Lankshear 69’ Solanke |

| Arbitro: | Juxhin Xhaja |

|            |           |                 |
| Holten 84’ | Marcatori | 67’ (aut.) Ouma |

| Arbitro: | Balázs Berke |

|                  |           |                        |
| Boga 66’ Cho 88’ | Marcatori | 8’ D. Rots 60’ Lammers |

| Arbitro: | Sascha Stegemann |

|              |           |             |
| El Kaabi 56’ | Marcatori | 64’ Dessers |

| Arbitro: | Anastasios Papapetrou |

|                  |           |                             |
| Erick Marcus 20’ | Marcatori | 73’ I. Williams 74’ Serrano |

| Arbitro: | Jérôme Brisard |

|                  |           |             |
| Mac Allister 77’ | Marcatori | 62’ Mancini |

| Arbitro: | Ondřej Berka |

|                                                          |           |  |
| Traoré 14’ Taylor 27’ Godts 39’ Brobbey 61’ Fitz-Jim 69’ | Marcatori |  |

| Arbitro: | John Beaton |

|                              |           |               |
| Daal 59’ Smit 75’ Kasius 87’ | Marcatori | 70’ En-Nesyri |

| Arbitro: | Mohammed Al-Hakim |

|  |           |                                                 |
|  | Marcatori | 54’, 67’ B. Varga 56’ Zachariassen 76’ Saldanha |

| Arbitro: | Aleksandar Stavrev |

|                      |           |                |
| N'Diaye 90+6’ (aut.) | Marcatori | 85’ Stroeykens |

| Arbitro: | Andris Treimanis |

|                     |           |               |
| Adu 13’ Vašulín 90’ | Marcatori | 35’ Óskarsson |

| Arbitro: | Radu Petrescu |

|               |           |  |
| Amad 50’, 77’ | Marcatori |  |

| Arbitro: | Georgi Kabakov |

|                             |           |               |
| Romagnoli 45+5’ Pedro 90+2’ | Marcatori | 66’ Eustáquio |

| Arbitro: | Marian Barbu |

|                           |           |                           |
| Gendrey 47’ Tohumcu 90+6’ | Marcatori | 66’ Abner 90+3’ Lacazette |

### Quinta giornata
| Arbitro: | Giorgi Kruashvili |

|                                  |           |  |
| Boiro 6’ Prados 24’ Guruzeta 54’ | Marcatori |  |

| Arbitro: | Horațiu Feșnic |

|            |           |             |
| Mijnans 2’ | Marcatori | 43’ Osimhen |

| Arbitro: | Simone Sozza |

|           |           |                                         |
| Silva 38’ | Marcatori | 23’ Kanichowsky 45+3’ Peretz 81’ Patati |

| Arbitro: | Luís Godinho |

|               |           |                    |
| Kabajev 90+5’ | Marcatori | 55’ Vydra 90’ Šulc |

| Arbitro: | Julian Weinberger |

|  |           |                       |
|  | Marcatori | 2’ Despodov 59’ Čalov |

| Arbitro: | Nenad Minaković |

|                    |           |                                            |
| Juninho 88’ (rig.) | Marcatori | 15’, 80’ Mikautadze 63’ Tolisso 68’ Fofana |

| Arbitro: | Morten Krogh |

|                       |           |                              |
| Degreef 52’ Amuzu 86’ | Marcatori | 24’ (rig.) Galeno 83’ Vieira |

| Roma 28 novembre 2024, ore 18:45 CET | Lazio        | 0 – 0 referto | Ludogorec | Stadio Olimpico (27 259 spett.)\| Arbitro: \| Duje Strukan \| |
| Arbitro:                             | Duje Strukan |               |           |                                                               |

| Arbitro: | Craig Pawson |

|                    |           |                                |
| Collins 48’ (aut.) | Marcatori | 7’ Larsson 57’ (rig.) Marmoush |

| Arbitro: | John Beaton |

|  |           |             |
|  | Marcatori | 11’ Fuseini |

| Arbitro: | Əliyar Ağayev |

|                                            |           |                    |
| B. Varga 8’ (rig.), 11’ Kady 53’ Cissé 74’ | Marcatori | 18’ (rig.) Botheim |

| Bucarest 28 novembre 2024, ore 21:00 CET | FCSB               | 0 – 0 referto | Olympiacos | Arena Națională (43 572 spett.)\| Arbitro: \| Sebastian Gishamer \| |
| Arbitro:                                 | Sebastian Gishamer |               |            |                                                                     |

| Arbitro: | Lawrence Visser |

|                              |           |                            |
| Garnacho 1’ Højlund 45’, 50’ | Marcatori | 19’ Evjen 23’ Zinckernagel |

| Arbitro: | Ricardo de Burgos Bengoetxea |

|              |           |                                           |
| Bouanani 83’ | Marcatori | 35’ Černý 38’ Diomande 45+3’, 54’ Igamane |

| Arbitro: | Matej Jug |

|                          |           |  |
| Barrenetxea 67’ Kubo 85’ | Marcatori |  |

| Arbitro: | Igor Pajač |

|                                      |           |  |
| Bruma 2’ Fernandes 8’ Carvalho 90+5’ | Marcatori |  |

| Arbitro: | Sascha Stegemann |

|          |           |                         |
| Chorý 7’ | Marcatori | 35’ Džeko 85’ En-Nesyri |

| Arbitro: | Glenn Nyberg |

|                           |           |                           |
| Son 5’ (rig.) Johnson 33’ | Marcatori | 20’ N'Dicka 90+1’ Hummels |

### Sesta giornata
| Arbitro: | Irfan Peljto |

|  |           |                     |
|  | Marcatori | 5’, 45’ I. Williams |

| Arbitro: | Daniel Siebert |

|                                             |           |  |
| Pellegrini 10’ Abdulhamid 47’ Hermoso 90+1’ | Marcatori |  |

| Arbitro: | Marian Barbu |

|           |           |                  |
| Vydra 48’ | Marcatori | 62’, 88’ Højlund |

| Arbitro: | John Brooks |

|                        |           |                      |
| Botheim 24’ Peña 90+2’ | Marcatori | 43’ Jelert 56’ Akgün |

| Il Pireo 12 dicembre 2024, ore 18:45 CET | Olympiacos     | 0 – 0 referto | Twente | Stadio Geōrgios Karaiskakīs (31 600 spett.)\| Arbitro: \| Jérôme Brisard \| |
| Arbitro:                                 | Jérôme Brisard |               |        |                                                                             |

| Arbitro: | Guillermo Cuadra Fernández |

|                                                                  |           |  |
| Taison 10’ Thomas 29’ Čalov 76’ Živković 80’ (rig.) Despodov 89’ | Marcatori |  |

| Arbitro: | Kristo Tohver |

|                    |           |                            |
| Čočev 60’ Duah 63’ | Marcatori | 13’ Van Bommel 19’ Maikuma |

| Arbitro: | Chris Kavanagh |

|                     |           |                |
| Ivanović 33’, 90+2’ | Marcatori | 45+1’ Guessand |

| Sinsheim 12 dicembre 2024, ore 18:45 CET | Hoffenheim   | 0 – 0 referto | FCSB | Rhein-Neckar-Arena (23 223 spett.)\| Arbitro: \| Juxhin Xhaja \| |
| Arbitro:                                 | Juxhin Xhaja |               |      |                                                                  |

| Arbitro: | Ivan Kružliak |

|            |           |                                         |
| Traoré 47’ | Marcatori | 12’ Tchaouna 52’ Dele-Bashiru 77’ Pedro |

| Arbitro: | Aleksandar Stavrev |

|                         |           |  |
| Namaso 30’ Aghehowa 56’ | Marcatori |  |

| Arbitro: | Filip Glova |

|                               |           |               |
| Zinckernagel 37’ Bjørtuft 43’ | Marcatori | 21’ Fernandes |

| Arbitro: | António Nobre |

|           |           |  |
| Qasem 57’ | Marcatori |  |

| Arbitro: | Tamás Bognár |

|                         |           |                |
| Nachmias 16’ Stojić 69’ | Marcatori | 52’ Savaļnieks |

| Arbitro: | Andris Treimanis |

|                                  |           |                         |
| Cherki 27’ Fofana 50’ Nuamah 54’ | Marcatori | 18’ Knauff 85’ Marmoush |

| Arbitro: | Sandro Schärer |

|             |           |                |
| Igamane 47’ | Marcatori | 75’ Kulusevski |

| Arbitro: | Harm Osmers |

|                               |           |  |
| Oyarzabal 19’, 33’ Becker 24’ | Marcatori |  |

| Arbitro: | Anastasios Papapetrou |

|           |           |                           |
| Chorý 58’ | Marcatori | 8’ Angulo 31’ Verschaeren |

### Settima giornata
| Arbitro: | Kristo Tohver |

|                                            |           |                               |
| Sánchez 6’ Bardakcı 21’ Osimhen 53’ (rig.) | Marcatori | 44’ Vanat 68’, 81’ Jarmolenko |

| Arbitro: | Julian Weinberger |

|                                                    |           |           |
| Rashica 17’, 60’ Silva 77’ João Mário 90+2’ (rig.) | Marcatori | 45’ Gómez |

| Arbitro: | Irfan Peljto |

|             |           |  |
| Parrott 80’ | Marcatori |  |

| Arbitro: | Clément Turpin |

|  |           |              |
|  | Marcatori | 79’ El Kaabi |

| Arbitro: | António Nobre |

|                 |           |  |
| Červ 3’ Adu 45’ | Marcatori |  |

| Istanbul 23 gennaio 2025, ore 18:45 CET | Fenerbahçe   | 0 – 0 referto | Olympique Lione | Stadio Şükrü Saraçoğlu (36 722 spett.)\| Arbitro: \| Simone Sozza \| |
| Arbitro:                                | Simone Sozza |               |                 |                                                                      |

| Arbitro: | Ricardo de Burgos Bengoetxea |

|                                |           |            |
| Høgh 39’, 65’ (rig.) Evjen 62’ | Marcatori | 12’ Peretz |

| Arbitro: | Sascha Stegemann |

|                              |           |                                                              |
| Johnsen 32’ Christiansen 79’ | Marcatori | 28’ (rig.) Steijn 61’ (rig.) Van Wolfswinkel 64’ Lagerbielke |

| Arbitro: | Filip Glova |

|                               |           |                             |
| L. Andrade 1’ Dawa 41’ (aut.) | Marcatori | 7’, 73’ Șut 45+4’ Miculescu |

| Arbitro: | Morten Krogh |

|                           |           |                          |
| Stach 68’ Mokwa Ntusu 88’ | Marcatori | 3’ Maddison 22’, 77’ Son |

| Arbitro: | Enea Jorgji |

|                      |           |  |
| Uzun 49’ Ekitike 59’ | Marcatori |  |

| Arbitro: | Marian Barbu |

|              |           |  |
| Marchiev 78’ | Marcatori |  |

| Arbitro: | Igor Pajač |

|                |           |  |
| Henriksson 62’ | Marcatori |  |

| Arbitro: | Erik Lambrechts |

|                                    |           |             |
| Butland 52’ (aut.) Fernandes 90+2’ | Marcatori | 88’ Dessers |

| Arbitro: | Matej Jug |

|                                     |           |  |
| Schwab 26’ (rig.) Kōnstantelias 56’ | Marcatori |  |

| Arbitro: | Mohammed Al-Hakim |

|  |           |                         |
|  | Marcatori | 18’ Osorio 90+5’ Byskov |

| Arbitro: | Nick Walsh |

|                   |           |                 |
| Ivanović 50’, 74’ | Marcatori | 16’ El Ouazzani |

| Arbitro: | Lawrence Visser |

|                                      |           |                 |
| Gila 5’ Zaccagni 32’ Castellanos 34’ | Marcatori | 82’ Barrenetxea |

### Ottava giornata
| Arbitro: | Jesús Gil Manzano |

|                         |           |               |
| Traoré 23’ Fitz-Jim 58’ | Marcatori | 90+4’ Osimhen |

| Arbitro: | Rade Obrenovič |

|                             |           |  |
| Angeliño 44’ Shomurodov 69’ | Marcatori |  |

| Arbitro: | Matej Jug |

|                                          |           |           |
| N. Williams 25’ Álvarez 64’ Martón 90+5’ | Marcatori | 71’ Havel |

| Arbitro: | Orel Grinfeld |

|                 |           |  |
| Pichal'onok 76’ | Marcatori |  |

| Arbitro: | Luís Godinho |

|                     |           |                         |
| Diao 27’ Byskov 86’ | Marcatori | 39’ En-Nesyri 47’ Džeko |

| Arbitro: | Szymon Marciniak |

|          |           |  |
| Rots 76’ | Marcatori |  |

| Arbitro: | Nenad Minaković |

|                                                     |           |                                |
| Ben Romdhane 9’, 45’ Traoré 34’ B. Varga 82’ (rig.) | Marcatori | 76’, 90+5’ Mijnans 90’ Parrott |

| Arbitro: | Harm Osmers |

|  |           |                      |
|  | Marcatori | 60’ Dalot 68’ Mainoo |

| Arbitro: | Nikola Dabanović |

|  |           |              |
|  | Marcatori | 58’ González |

| Arbitro: | Juxhin Xhaja |

|              |           |             |
| Bouanani 74’ | Marcatori | 54’ Bjørkan |

| Arbitro: | Radu Petrescu |

|                                |           |  |
| El Kaabi 56’, 60’ Biancone 89’ | Marcatori |  |

| Arbitro: | Anastasios Sidīropoulos |

|             |           |             |
| Tolisso 54’ | Marcatori | 77’ Almeida |

| Arbitro: | Damian Sylwestrzak |

|                      |           |                  |
| Raskin 21’ Černý 55’ | Marcatori | 83’ Mac Allister |

| Arbitro: | John Beaton |

|                    |           |  |
| Óskarsson 43’, 48’ | Marcatori |  |

| Arbitro: | Giorgi Kruashvili |

|                                       |           |                                                      |
| Vázquez 18’ Goto 79’ Augustinsson 88’ | Marcatori | 41’ (aut.) Sardella 54’ Bischof 59’ Mokwa 65’ Hložek |

| Arbitro: | John Brooks |

|          |           |  |
| Horta 6’ | Marcatori |  |

| Arbitro: | Allard Lindhout |

|                       |           |                   |
| Chorý 46’ Schranz 76’ | Marcatori | 69’ Ali 71’ Bolin |

| Arbitro: | Sebastian Gishamer |

|                                    |           |  |
| Scarlett 70’ Ajayi 84’ Moore 90+4’ | Marcatori |  |